# Lee Soo-kyung
Lee Soo-kyung (Seúl, 13 de marzo de 1982) es una actriz surcoreana.

## Biografía
Estudió en la Universidad Femenina Dongduk.

## Carrera
Es miembro de la agencia Snowball Entertainment (스노우볼 엔터테인먼트).
En 2003, debutó como modelo comercial, y posteriormente comenzó su carrera como actriz donde al principio interpretaba papeles de reparto, algunos de ellos son en Tazza: The High Rollers y Dear Heaven.
Más tarde obtuvo su primer papel principal en el sitcom de 2006, Soulmate.
El 12 de noviembre de 2016 se unió al elenco principal de la serie Father, I'll Take Care of You donde interpretó a Han Jeong-eun, hasta el final de la serie el 7 de mayo de 2017.
En julio de 2018 realizó una aparición especial en la popular y exitosa serie surcoreana What’s Wrong With Secretary Kim?, donde interpretó a la joven madame Choi Yeo-sa, la madre de Lee Young-joon y Lee Sung-yeon.
En agosto del mismo año se unirá al elenco recurrente de la serie Star of the Foxes, donde dará vida a Na Young-joo, una excampeona de judo que se convierte en una guardia de seguridad del aeropuerto de Incheon.

## Filmografía

### Series de televisión
| Año  | Título                                       | Personajes                             | Cadena    | Ref.        |
| ---- | -------------------------------------------- | -------------------------------------- | --------- | ----------- |
| 2003 | Span Drama "Lovers"                          |                                        | MBC       |             |
| 2004 | You'll Find Out                              | Song Na-kyung                          | KBS2      |             |
| 2005 | Dear Heaven                                  | Gu Seul-ah                             | SBS       |             |
| 2006 | MBC Best Theater "통정"                      | Pil-jeong                              | MBC       |             |
| 2006 | Soulmate                                     | Soo-kyung                              | MBC       |             |
| 2007 | The Golden Age of Daughters-in-Law           | Jo Mi-jin                              | KBS2      |             |
| 2008 | Lawyers of the Great Republic of Korea       | Woo Yi-kyung                           | MBC       |             |
| 2009 | Te amaré por siempre                         | Go Eun-nim                             | SBS       |             |
| 2010 | My Country Calls                             | Oh Ha-na                               | KBS2      |             |
| 2010 | Daemul                                       | Jang Se-jin                            | SBS       |             |
| 2011 | Can't Lose                                   | Eun Hee-soo (guest, episodios 3-5)     | MBC       |             |
| 2011 | You're Here, You're Here, You're Really Here | Bae Soo-jin                            | MBN       |             |
| 2011 | Color of Woman                               | Hwang Jin-joo                          | Channel A |             |
| 2013 | Pots of Gold                                 | Min Sung-eun                           | MBC       |             |
| 2013 | Let's Eat                                    | Lee Soo-kyung                          | tvN       | [ 5 ] [ 6 ] |
| 2015 | A Daughter Just Like You                     | Ma In-sung                             | MBC       |             |
| 2016 | My Little Baby                               | Han Ye-seul                            | MBC       |             |
| 2016 | Hey Ghost, Let's Fight                       | Shin Soo-kyung (guest, episodios 9-10) | tvN       |             |
| 2016 | Father, I'll Take Care of You                | Han Jeong-eun                          | MBC       |             |
| 2018 | What’s Wrong With Secretary Kim?             | Mrs. Choi (de joven)                   | tvN       | [ 4 ]       |
| 2019 | Left-Handed Wife                             | Oh San-ha                              | KBS2      |             |
| 2024 | Dog Knows Everything                         | Kim Se-kyung                           | KBS2      | [ 7 ] [ 8 ] |

### Películas
- Share the Vision (2011)
- Triangle (2009)
- Romantic Island (2008)
- Rainbow Eyes (2007)
- Tazza: The High Rollers (2006)
- Wet Dreams 2 (2005)

## Premios y nominaciones
- 54th Baeksang Arts Award: Best Supporting Actress (Film) (Heart Blackened) - pendiente[9]
- 2009 SBS Drama Awards: Top Ten Star Award (Te amaré por siempre)
- KBS Drama Awards 2007: Nueva actriz por Golden Era of Daughter in Law
- KBS Drama Awards 2007: Mejor pareja con Kim Ji Hoon

## Videos musicales
- 4MEN "Vision of Love" (2011) Proyecto Share The Vision.
- Soul Star "Time to Break up" (2007)